# Gillian Rolton
Gillian Rolton (ur. 3 maja 1956 w Adelaide, zm. 18 listopada 2017 tamże) – australijska amazonka
sportowa, dwukrotna złota medalistka olimpijska.
Sukcesy odnosiła we Wszechstronnym Konkursie Konia Wierzchowego. Brała udział w dwóch igrzyskach (IO 92, IO 96), na obu zdobywała złote medale. W 1992 w Barcelonie oraz w 1996 w Atlancie wywalczyła złoto w drużynie.

## Starty olimpijskie (medale)
Barcelona 1992
- drużynowo (na koniu Peppermint Grove) – złoto

Atlanta 1996
- drużynowo (Peppermint Grove) – złoto